# Địch Nhân Kiệt: Tứ đại Thiên Vương
Địch Nhân Kiệt: Tứ đại Thiên Vương (tiếng Anh: Detective Dee: The Four Heavenly Kings, tiếng Trung: 狄仁傑之四大天王) là một bộ phim điện ảnh Hồng Kông – Trung Quốc thuộc thể loại hành động – trinh thám – phiêu lưu – kỳ ảo do Từ Khắc làm đạo diễn, viết kịch bản, đồng biên tập kiêm đồng sản xuất, phóng tác từ nhân vật lịch sử thời nhà Đường Địch Nhân Kiệt. Đây là phần phim thứ ba của loạt phim Địch Nhân Kiệt sau hai phần phim Địch Nhân Kiệt: Bí ẩn ngọn lửa ma và Địch Nhân Kiệt: Rồng biển trỗi dậy. Tác phẩm có sự trở lại của bốn diễn viên Triệu Hựu Đình, Phùng Thiệu Phong, Lâm Canh Tân và Lưu Gia Linh vào các vai cũ, cùng với đó là sự góp mặt của hai diễn viên mới tham gia là Nguyễn Kinh Thiên và Mã Tư Thuần.
Phim chính thức ra rạp vào ngày 27 tháng 7 năm 2018 tại Trung Quốc và ngày 17 tháng 8 năm 2018 tại Việt Nam.

## Nội dung
Tiếp nối các sự kiện của Rồng biển trỗi dậy, Địch Nhân Kiệt được bổ nhiệm làm chỉ huy Đại lý tự và được trao tặng "Roi quất rồng" danh giá của Hoàng đế Đường Cao Tông. Do đó, anh trở thành mối đe dọa đối với việc thâu tóm quyền lực tối cao của Hoàng hậu Võ Tắc Thiên. Võ hậu ra lệnh cho chỉ huy đội cận vệ triều đình, Vu Trì, dẫn đầu một nhóm pháp sư để đánh cắp cây roi từ Nhân Kiệt. Vu Trì miễn cưỡng đồng ý với điều kiện là Nhân Kiệt sẽ không bị làm hại hoặc trừng phạt; tuy nhiên Võ hậu đã bí mật ra lệnh cho các pháp sư giết Nhân Kiệt. Biết rằng Võ hậu sẽ trừ khử mình, Nhân Kiệt đã giấu cây roi và tạm thời lẩn trốn để phá vỡ kế hoạch của bà và khám phá ra âm mưu chống lại anh.
Nhân Kiệt giao cho Vu Trì nhiệm vụ tìm kiếm cây roi được giấu trong đền thờ Tứ đại Thiên vương, anh đối đầu với một trong những pháp sư và đã giết hắn. Vì không thể tìm thấy Nhân Kiệt, Võ hậu đã cách chức anh và ra lệnh truy nã anh. Sau khi Vu Trì trả lại cây roi, Võ hậu đã thăng chức cho thủ lĩnh của nhóm pháp sư, Hoan Thiên, lên triều đình. Trong khi các pháp sư biểu diễn phép thuật, một bức tượng rồng đã sống lại, giết chết hai pháp sư và gây ra hỗn loạn trong hoàng cung. Võ hậu buộc tội Vu Trì đã giết chết một số binh lính và bắt giam anh. Nhân Kiệt cải trang vào triều đình, giải thoát cho Vu Trì và kết luận rằng con rồng sống thực chất là một ảo ảnh và thủ phạm thực sự đã giết Hoan Thiên trước đó. Hơn nữa, một mụ pháp sư đã làm giả cái chết của mụ để giúp đỡ thủ phạm thực hiện âm mưu này.
Hóa ra Võ hậu đã bị kẻ thù điều khiển bằng ảo ảnh và những lời hứa hão huyền về quyền lực tối cao, và thủ phạm thực sự là một giáo phái pháp sư Thiên Trúc muốn trả thù hoàng tộc Đại Đường, gọi là "Chiến binh gió", những người mà hoàng đế trước đã nhờ giúp đỡ để thâu tóm quyền lực nhưng sau đó đã giết hại bộ tộc của chúng. Nhân Kiệt đã đưa Hoàng đế và Võ hậu đi trốn, và nhờ sự giúp đỡ của Sa Đà và pháp sư Thủy Nguyệt thuyết phục Thiền sư Viên Trác chống lại đội quân tà thuật và thủ lĩnh của chúng, "Quái vật Vô Diện". Trong trận chiến sau đó tại Đại lý tự, những tà thuật của Vô Diện đã áp đảo Nhân Kiệt và đội quân của anh, cho đến khi Viên Trác xuất hiện và đánh bại Vô Diện. Sau đó, Nhân Kiệt và Vu Trì được phục hồi chức vụ.

## Diễn viên
- Triệu Hựu Đình trong vai Địch Nhân Kiệt
- Phùng Thiệu Phong trong vai Úy Trì Chân Kim / Vu Trì
- Lâm Canh Tân trong vai Sa Đà
- Nguyễn Kinh Thiên trong vai Viên Trác đại sư
- Mã Tư Thuần trong vai Thủy Nguyệt
- Lưu Gia Linh trong vai Võ Tắc Thiên